# Пруд в Монжероне
«Пруд в Монжероне» («Берег реки») — картина Клода Моне из собрания Государственного Эрмитажа.

## Описание
На картине изображён небольшой пруд, затенённый деревьями; в верхней правой части картины виднеется силуэт женщины в светлом платье, опирающейся на ствол дерева, и с удочкой в руке. Картина написана масляными красками на холсте и имеет размеры 173 × 194 см.

## История
Картина написана около 1876 года по заказу финансиста и мецената Эрнеста Ошеде в качестве одного из четырёх декоративных панно для его замка Роттебург в Монжероне; другие работы из это же серии: «Уголок сада в Монжероне» (Эрмитаж); «Индейки» (Орсэ); «Охота» (частное собрание). Однако в 1877 году Ошеде разорился, и его имущество (включая коллекцию импрессионистов) было продано, соответственно, картина так и не заняла своего места в замке. Сотрудниками Государственного Эрмитажа высказано предположение, что дама с удочкой — жена заказчика Алиса Ошеде, которая впоследствии стала второй женой Клода Моне.
Под названием «Болото в Монжероне» картина была выставлена на третьей выставке импрессионистов. Однако А. Г. Барская допускает возможность того, что выставлялась не эта картина, а эскиз к ней. Местонахождение этого эскиза не установлено, а известен он по публикации его репродукции в каталоге-резоне творчества Моне, составленном Д. Вильденштейном.
В 1907 году картину в галерее А. Воллара за 10000 франков приобрёл московский купец и коллекционер И. А. Морозов — картина лежала в чулане свёрнутой в рулон, была сильно загрязнена и лак имел значительные повреждения, согласно расписке Воллара она называлась «Берег реки». Там же в Париже картина прошла первичную расчистку и восстановление лакового слоя. 
После Октябрьской революции его собрание было национализировано, и эта картина среди прочих оказалась в Государственном музее нового западного искусства (ГМНЗИ), а после расформирования музея в 1948 году была передана в Государственный Эрмитаж. Под названием «Берег реки» картина публиковалась как в каталогах ГМНЗИ, так и в каталоге западноевропейской живописи Эрмитажа, изданном в 1958 году, после чего ей было возвращено изначальное название.
С конца 2014 года выставляется в Галерее памяти Сергея Щукина и братьев Морозовых в здании Главного Штаба (зал 403).
Главный научный сотрудник Отдела западноевропейского изобразительного искусства Государственного Эрмитажа, доктор искусствоведения А. Г. Костеневич в своём очерке французского искусства XIX — начала XX века отмечал, описывая картину:

В монжеронских полотнах импрессионизм находит полное и последовательное воплощение. Художник теперь великолепно владеет передачей не только света, но и воздуха. Происходит абсолютный отказ от «правил» построения пейзажа, которыми пользовались предшественники Моне, даже такие как Коро… прибегавшие к делению на планы, выделению центра, введению так называемых кулис для создания ощущения глубины пространства. Моне чуть ли не нарочито избегает всяческой преднамеренности.